# Puente de Trajano
El puente de Trajano (en rumano: Podul lui Traian; en serbio: Трајанов мост, pronunciado "Trajanov Most"), también llamado Puente de Apolodoro sobre el Danubio fue un puente romano, el primero conocido en el bajo Danubio. Situado al este de las Puertas de Hierro, cerca de las ciudades actuales de Drobeta-Turnu Severin (Rumanía) y Kladovo (Serbia) fue construido por orden del emperador romano Trajano para llevar suministros a las legiones romanas que habían invadido Dacia. Durante más de mil años fue el puente más largo nunca construido.
Actualmente, esta denominación se da al conjunto arqueológico que forman los pocos restos que han quedado del puente.

## Características generales

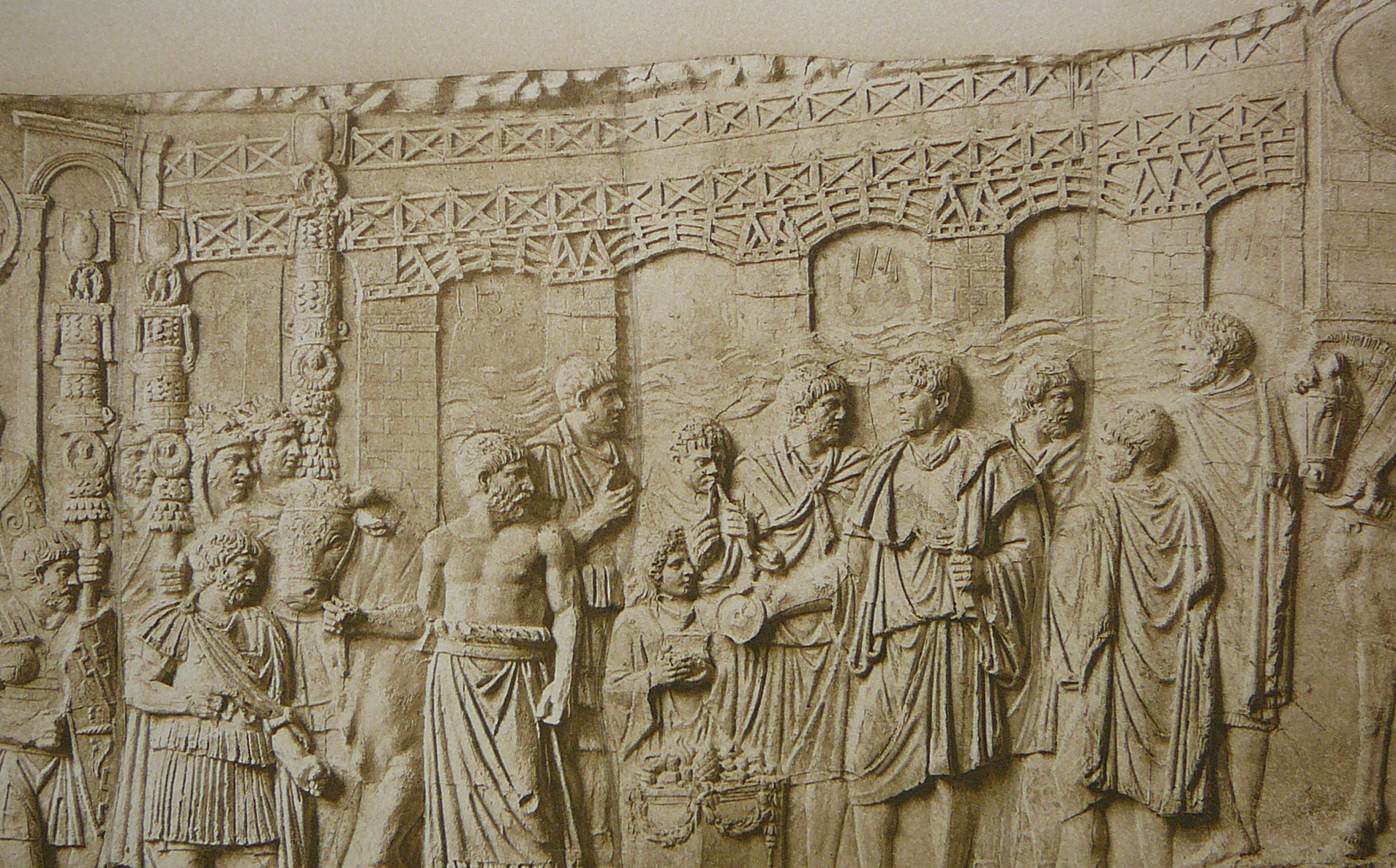
El puente en la Columna de Trajano, demostrando sus arcos rebajados.

La estructura tenía 1135 metros de largo, dado que el Danubio tiene unos 800 metros de ancho en la zona, y 15 de profundidad, y alcanzaba 19 metros de altura sobre el nivel del río. En cada extremo había una fortificación (castrum), por la que había que pasar para poder cruzar el puente.
El puente, diseñado por el ingeniero Apolodoro de Damasco, estaba formado por veinte arcos de madera asentados en pilares cuadrados de mampostería. Cada arco medía 52 metros de envergadura y los pilares tenían 20 metros de lado y hasta 45 metros de alto y estaban hechos de ladrillo, mortero y cemento de puzolana.
A pesar de sus excepcionales dimensiones, se ejecutó en un tiempo muy breve, entre 103 y 105. Esta rapidez ha hecho especular a algunos que tal vez el río haya sido desviado durante el período de construcción del puente, sin embargo el historiador romano Dion Casio lo niega.

## Destrucción y restos

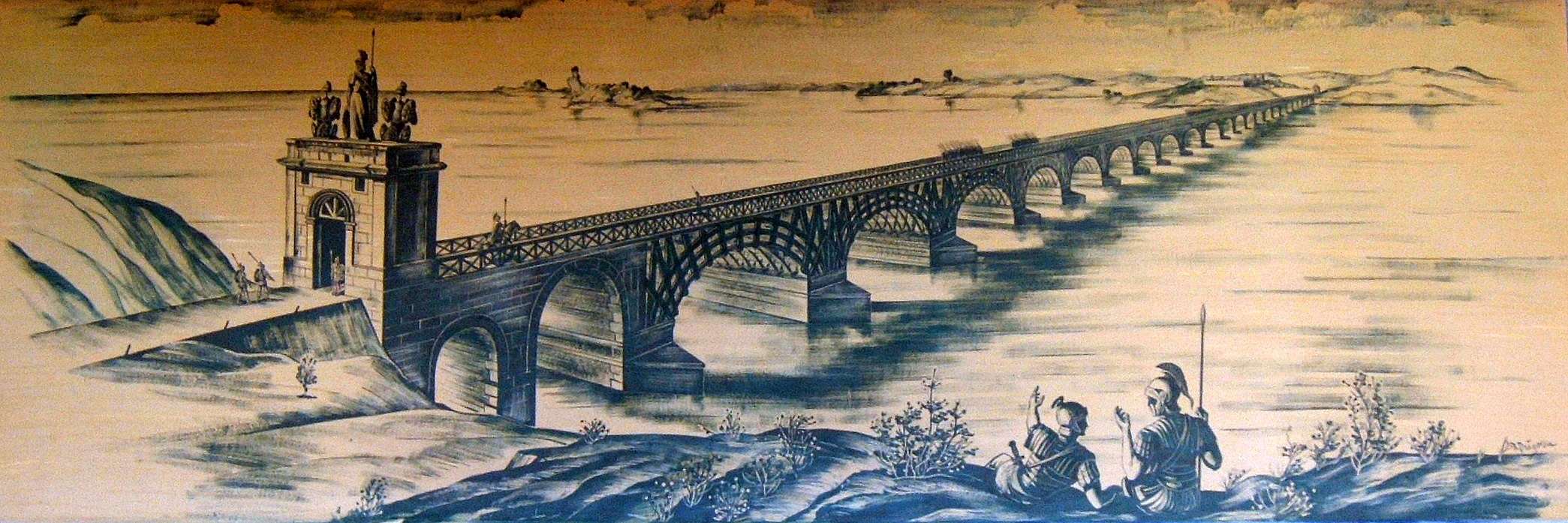
Ilustración del ingeniero Duperrex de cómo debió de ser el Puente de Trajano.

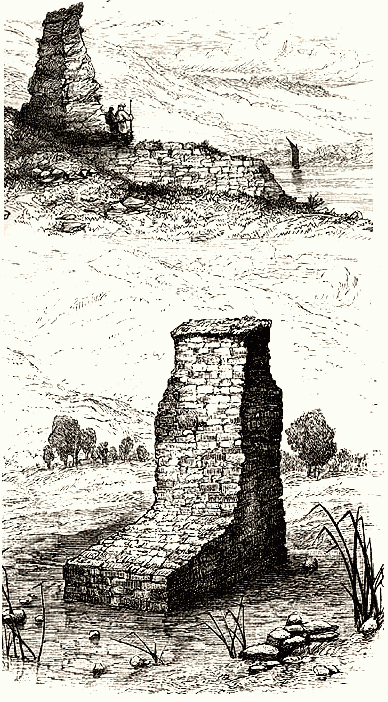
Dibujo de los pilares publicado en el.

La versión más extendida sobre la destrucción del puente es que ésta fue ejecutada por las tropas del emperador Adriano, fiel a su política más defensiva que expansionista, por temor a las incursiones bárbaras. Sin embargo otra versión defiende que el puente se cayó porque los pilares se fueron hundiendo en el lecho del río.
En el lado serbio, cerca de Ogradina y mirando hacia Rumanía, se encuentra una placa conmemorativa romana, de 4 metros de ancho por 1,75 de alto, sobre la finalización de la calzada militar de Trajano. La inscripción, aunque no legible en su totalidad, fue interpretada por Otto Benndorf así:

El Emperador Nerva Trajano, hijo del divino Nerva, el Augusto, Germánico, Pontífice Máximo, investido tribuno por cuarta vez, cónsul por tercera vez, excavando montañas de roca y usando vigas de madera, ha hecho este camino.

La acción de los elementos naturales y el saqueo de los pilares para reutilizarlos en otras construcciones han dejado pocos restos. Los veinte pilares podían verse todavía en 1856, cuando el Danubio alcanzó un nivel excepcionalmente bajo. En 1906 la Comisión Internacional del Danubio decidió destruir dos de los pilares ya que estaban obstruyendo la navegación. En 1932 había sumergidos 16 pilares, pero en 1982 sólo 12 fueron localizados por los arqueólogos, considerándose que los otros cuatro debían haber sido arrastrados por el agua. Hoy en día sólo los pilares de entrada son visibles en cada ribera del Danubio.